# Schmallenberg virus
Schmallenberg virus je dosada neslužbeno ime za virus koji uzrokuje deformacije kod feta krava, koza i ovaca. Virus je dosta sličan Akabane virusu, ali još nije službeno kvalificiran kao takav. Virus je dobio ime po njemačkom gradiću Schmallenbergu.
Do sada je pronađen u Njemačkoj, Velikoj Britaniji, Belgiji i Nizozemskoj. Rusija zabranila od početka veljače 2012. uvoz njemačkog mesa u svoju zemlju.

## Vanjske poveznice
- Friedrich-Loeffler-Institut - Schmallenberg-Virus  Arhivirana inačica izvorne stranice od 27. siječnja 2012. (Wayback Machine) na njemačkom